# 456
Період падіння Західної Римської імперії. У Східній Римській імперії правління Маркіана. У Західній правління Авіта, значна частина території окупована варварами, зокрема в Іберії утворилося Вестготське королівство, а Північну Африку захопили вандали, у Тисо-Дунайській низовині утворилося Королівство гепідів. У Південному Китаї правління династії Лю Сун. В Індії правління імперії Гуптів. У Японії триває період Ямато. У Персії править династія Сассанідів.
На території лісостепової України Черняхівська культура. Історики VI століття згадують плем'я антів, що мешкало на території сучасної України приблизно з IV сторіччя. У Північному Причорномор'ї центр володінь гунів.

## Події
- Імператор Східної Римської імперії Маркіан відправив посольство до вандалів, намагаючись дипломатичним шляхом спинити їхній морський розбій у Середземному морі. Він не визнав самопроголошеного імператора Заходу Авіта.
- Авіт послав на втихомирення вандалів Ріцімера. Незважаючи на кілька перемог, Ріцімер не може припинити піратство.
- Ріцімер отримав підтримку Римського сенату й пішов війною на Авіта. Перемігши його біля П'яченци, Авіта змушують відмовитися від претензій на імператорство.
- Вестготи розгромили свевів в Іспанії.
- Битва за Корсику вандалів і Західної Римської імперії.